# Hearts in Bondage
Hearts in Bondage è un film del 1936 diretto da Lew Ayres e interpretato da James Dunn, Mae Clarke e David Manners.
Racconta la Guerra Civile Americana attraverso le vicende di alcuni giovani ufficiali di marina in Virginia: quando lo stato del sud proclama la secessione, c'è chi resta fedele al Governo Federale e chi abbraccia la causa sudista. Amori e amicizie si sfaldano, fidanzamenti si rompono, vecchi amici si uccidono a vicenda. Fino alla conclusione della guerra, con Lincoln che pacifica le parti.

## Produzione
Il film fu prodotto dalla Republic Pictures. Fu girato nei Republic Studios di Hollywood.

## Distribuzione
Distribuito dalla Republic Pictures, il film uscì nelle sale cinematografiche statunitensi il 26 maggio 1936.